# Sala Klang
Sala Klang (tiếng Thái: ศาลากลาง, phát âm [sǎː.lāː klāːŋ]) là một trong chín phó huyện (tambon) của huyện Bang Kruai, thuộc tỉnh Nonthaburi, Thái Lan. Phó quận xung quanh (theo chiều kim đồng hồ) là Bang Yai, Bang Muang, Plai Bang, Sala Thammasop và Sala Ya. Vào năm 2020 tổng dân số ở đây là 20.057 người.

## Phân cấp hành chính

### Hành chính trung tâm
Phó huyện được chia thành 9 làng (muban).
| No. | Tên                                                | Tiếng Thái                        |
| --- | -------------------------------------------------- | --------------------------------- |
| 01. | Ban Khlong Bang Na (Ban Khlong Plai Bang)          | บ้านคลองบางนา (บ้านคลองปลายบาง)     |
| 02. | Ban Pratunam Chimphli                              | บ้านประตูน้ำฉิมพลี                     |
| 03. | Ban Sala Klang (Ban Khlong Bang Na)                | บ้านศาลากลาง (บ้านคลองบางนา)        |
| 04. | Ban Khlong Khut Maha Sawat (Ban Khlong Maha Sawat) | บ้านคลองขุดมหาสวัสดิ์ (บ้านคลองมหาสวัสดิ์) |
| 05. | Ban Charoen Suk (Ban Sala Klang)                   | บ้านเจริญสุข (บ้านศาลากลาง)           |
| 06. | Ban Naraphirom (Ban Khlong Naraphirom)             | บ้านนราภิรมย์ (บ้านคลองนราภิรมย์)       |

### Hành chính địa phương
Toàn bộ khu vực phó huyện được bảo phủ bởi phó huyện thành phố Sala Klang (tiếng Thái: เทศบาลตำบลศาลากลาง).